# Oeneis asamana
Oeneis asamana är en fjärilsart som beskrevs av Matsumura 1919. Oeneis asamana ingår i släktet Oeneis och familjen praktfjärilar. Inga underarter finns listade i Catalogue of Life.